# Hasan Arslan
Hasan Arslan (* 1973 in Kusura, Sandıklı, Provinz Afyonkarahisar) ist ein türkischer Arzt und Politiker der Adalet ve Kalkınma Partisi (AKP), der seit 2023 Mitglied der Großen Nationalversammlung (TBMM) ist.

## Leben
Hasan Arslan, Sohn von Ali Arslan und dessen Ehefrau Emine Arslan, begann nach dem Besuch der Grund- und Sekundarschule in Sandıklı ein Studium der Medizin an der medizinischen Fakultät der Atatürk-Universität (Atatürk Üniversitesi) in Erzurum, welches er 1997 beendete. Nach einer einjährigen Tätigkeit als Arzt in Yozgat wurde er 1998 Arzt sowie 2006 stellvertretender Chefarzt im Staatskrankenhaus Sandıklı. 2009 schloss er seine Ausbildung zum Facharzt für Hämodialysemedizin an der medizinischen Fakultät der Akdeniz-Universität (Akdeniz Üniversitesi) ab und begann unter anderem als Hämodialysearzt zu arbeiten. Er trat von seinem Amt als stellvertretender Chefarzt des staatlichen Krankenhauses Sandıklı zurück, um bei der Parlamentswahl am 12. Juni 2011 für die Partei für Gerechtigkeit und Aufschwung AKP in der Provinz Afyonkarahisar zu kandidieren, wobei er allerdings den Einzug ins Parlament verpasste.
2012 wurde Arslan stellvertretender Direktor der Direktion für öffentliche Gesundheit der Provinz Afyonkarahisar und arbeitete im Anschluss von November 2012 bis 2015 als Leiter des Staatskrankenhauses Afyonkarahisar. Ein postgraduales Studium im Fach Betriebswirtschaftslehre an der 2011 gegründeten Universität der Türkischen Luftfahrtvereinigung (Türk Hava Kurumu Üniversitesi) schloss er 2015 mit einem Master ab. Im Anschluss fungierte er zwischen 2015 und 2016 als Leiter der Verwaltungsdienste im Generalsekretariat der Vereinigung der Staatskrankenhäuser der Provinz Afyonkarahisar sowie danach von November 2016 bis November 2017 als Generalsekretär der Vereinigung der Staatskrankenhäuser der Provinz Karaman. 2017 wurde er zum Gesundheitsdirektor der Provinz Karaman ernannt, nachdem die Vereinigung der Staatskrankenhäuser per Gesetzesdekret aufgelöst worden war. Im April 2019 übernahm er den Posten als Abteilungsleiter der Direktion für Strategieentwicklung des Gesundheitsministeriums, ehe er im Mai 2019 zum stellvertretenden Generaldirektor der öffentlichen Krankenhäuser des Gesundheitsministeriums ernannt wurde.
Bei der Parlamentswahl am 14. Mai 2023 wurde Hasan Arslan für die AKP für die Provinz Afyonkarahisar mit dem drittbesten Ergebnis erstmals zum Mitglied der Großen Nationalversammlung TBMM (Türkiye Büyük Millet Meclisi) gewählt und gehört dieser seither an. In der aktuellen 28. Legislaturperiode ist er seit dem 3. Juni 2023 Mitglied der Kommission für innere Angelegenheiten (İçişleri Komisyonu).
Arslan ist verheiratet und hat zwei Kinder.